# Hilera (polímeros)

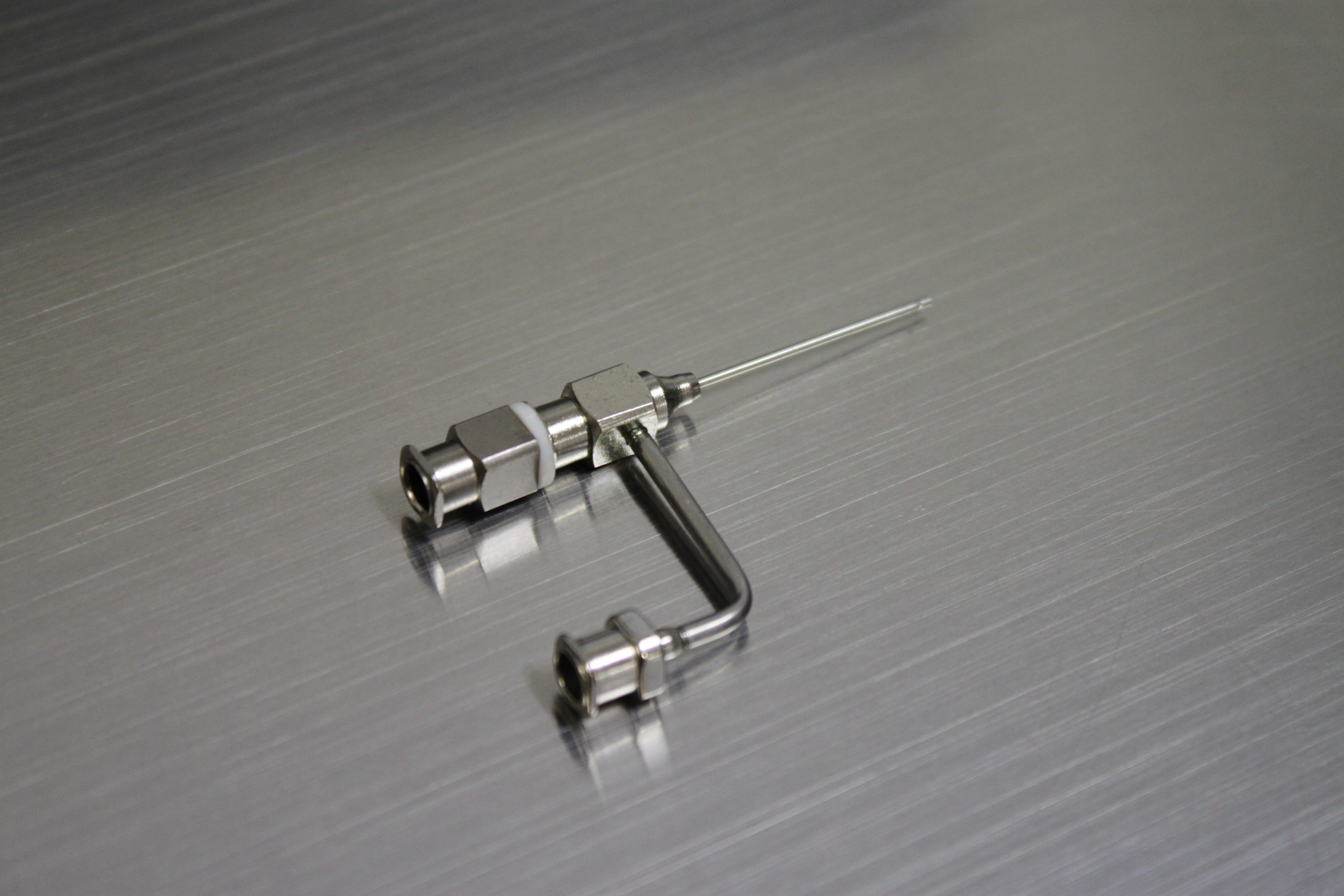
Una hilera coaxial de acero inoxidable fabricada por Ramé–hart Instrument Co., Succasunna, Nueva Jersey, EE. UU.

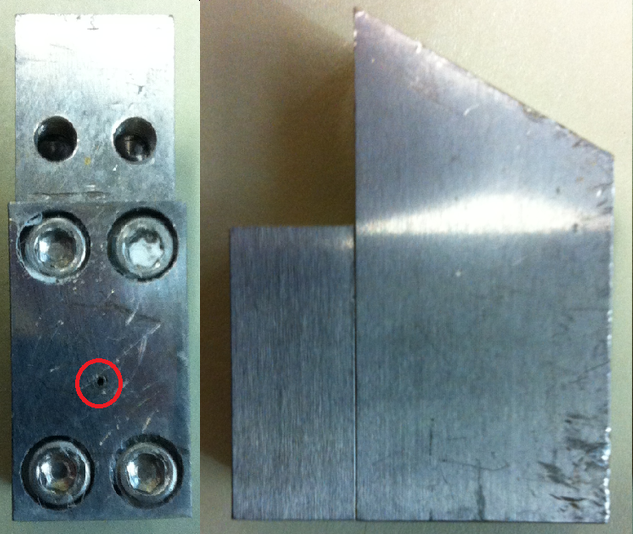
Una hilera para membrana de fibra hueca, (la boquilla de salida del polímero se encuentra resaltada en color rojo).

En el ámbito de la industria de producción de fibras una hilera es un dispositivo utilizado para extrudir una solución de polímero o un polímero derretido para formar fibras. El flujo de polímero viscoso es expulsado por la hilera al aire o líquido que conduce a una inversión de fase que permite que el polímero se solidifique. Las cadenas individuales de polímero tienden a alinearse en la fibra a causa del flujo viscoso. Este proceso de conformación de líquido a fibra en el aire es similar al proceso de producción del algodón de azúcar. El proceso de producción de fibra es generalmente denominado "spinning". Dependiendo del tipo de hilera utilizada, se pueden formar fibras sólidas o huecas.
Las hileras se pueden utilizar para electrospinning y electrospraying. A veces son denominadas agujas coaxiales, o emisores coaxiales.
Una tabla con características típicas de las hileras se puede consultar en ske website con algunos ejemplos típicos para distintos usos.